# Мавлид
Мавлид (араб. المولد النبوي‎, маулид ан-наби) — празднование дня рождения пророка Мухаммада. Проводится 12 числа третьего месяца мусульманского лунного календаря. В некоторых мусульманских странах отмечается достаточно пышно и в течение всего месяца: в городах развешивают плакаты с аятами из Корана, в мечетях собираются люди, поются религиозные песнопения (нашиды), читаются проповеди о жизни пророка Мухаммада и т. д. На празднике принято выражать радость по поводу прихода в этот мир Мухаммада и возносить за это благодарность Всевышнему, обращаться к Аллаху с мольбами, раздавать милостыню бедным и вести благочестивые разговоры друг с другом.
Между исламскими богословами существуют разногласия по поводу дозволенности, с точки зрения шариата, праздника в честь дня рождения пророка Мухаммеда — например, салафиты считают мавлид нововведением.
Празднование дня рождения Пророка не было известно ни среди сподвижников, ни среди табиинов (поколение после сподвижников) ни среди их последователей, а также ни среди последователей во времена четырёх имамов и тех, кто пришёл после них, это появилось лишь во время Фатимидов в середине 4 века по хиджре или в его конце.

## Дата
День рождения Пророка не известен точно и историки и те, кто собирали сиру (жизнеописание) разногласят в этом. Некоторые из них говорят, что это произошло во 2-й день месяца раби' аль-авваль, другие говорят в 8-й, другие говорят в 10-й, другие — в 12-й, а другие — в 18-й и т. д.

## 610—910 годы
Мавлид как день рождения не отмечался Пророком, его сподвижниками и первыми поколениями
мусульман. Впервые его стали отмечать в Египте при Фатимидах (297/909-567/1171).
Первоначально мавлид праздновался только высшими государственными чиновниками. Фатимиды (то есть шииты)
отмечали также мавлид Али ибн Абу Талиба и его жены Фатимы. Мавлид — нововведение (бид'а) в исламской религии, и суннитские улемы решительно выступали против него.

## История возникновения

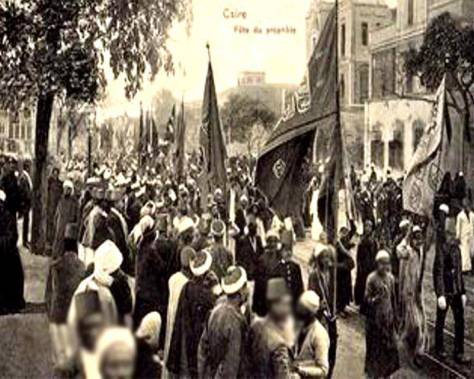
Шествие Мавлид-ан-Наби на проспекте Булак в 1904 году в Каире, Египет

Согласно фетве историка и богослова ас-Суюти (1445—1505) под названием «Благая цель проведения мавлида» (араб. «حسن المقصد في عمل المولد»‎), человеком, положившим начало празднованию мавлида является правитель Эрбиля Музаффар ад-дин Кукбури (ум. 1232). По словам ас-Суюти, Музаффар ад-дин был «справедливым и учёным» правителем, который намеревался этим поступком «приблизиться к Аллаху», а улемы и праведники (сулаха) того времени, принявшие участие в праздновании, не отвергли мавлид. Однако имеются и более ранние сведения о праздновании мавлида шиитской династией Фатимидов (правили в 909—1171 годах) и др., которые были проигнорированы ас-Суюти при написании своей фетвы о мавлиде. Причиной этому может быть то, что в те времена в среде мусульман бытовали противоположные мнения о законности проведения мавлида, и ас-Суюти, одобрявший этот праздник, назвал в качестве основоположника набожного суннита Музаффар ад-дина, а не Фатимидов, к которым крайне негативно относился не только сам автор, но и все последующие суннитские богословы. Это же касается празднования мавлида мосульским шейхом Умаром аль-Малла (ум. 1174), которого Ибн Раджаб (ум. 1393) считал склонным к религиозным нововведениям. Также ас-Суюти были проигнорированы сведения о более ранних празднованиях мавлида при Нур ад-Дине Занги (ум. 1174) и в Мекке. Нур ад-Дин был правителем с хорошей репутацией у суннитов и то, что не он, а Мазаффар ад-дин был назван первым, кто начал праздновать мавлид, можно объяснить скудностью сведений об этом (в отличие от подробных сведений о «первом» мавлиде в Эрбиле).

## Традиции проведения праздника

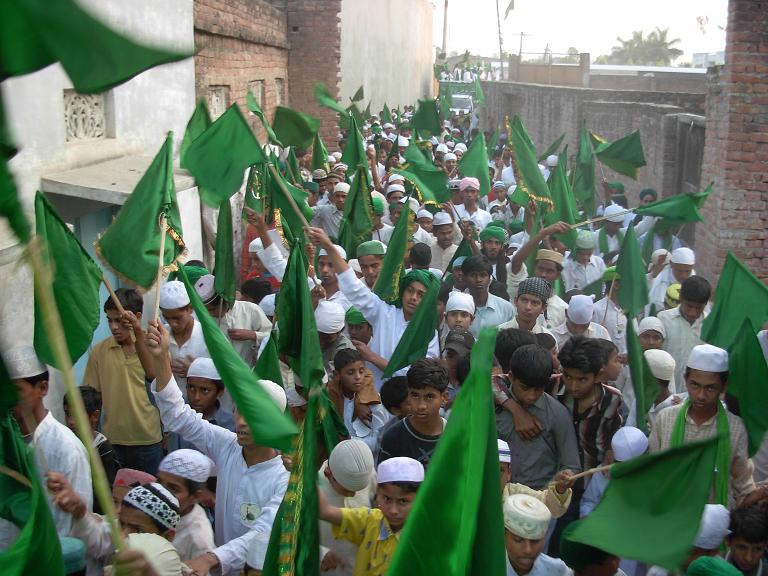
Процессия милад в Индии

В настоящее время мавлид широко празднуется в Сирии, Алжире, Тунисе, Марокко и других мусульманских странах. Мавлид признан национальным праздником во всех странах с мусульманским большинством, за исключением Саудовской Аравии и Катара, которые официально придерживаются салафизма. В Пакистане он является официальным праздником, отмечаемым в течение трёх нерабочих дней.
Мавлид состоит из чтения молитв и слов поминания Аллаха, славословия пророку, стихотворных повествований и лекций о его жизни и рождении. На мавлиде принято выражать радость по поводу прихода в этот мир Мухаммеда, которого мусульмане считают последним посланником Бога, и возносить за это благодарность Всевышнему, обращаться к Богу с мольбами, раздавать милостыню бедным и вести благочестивые разговоры друг с другом.
В Египте и некоторых других арабских странах этот праздник особенно любим детьми. Повсюду появляются украшенные флажками павильончики, где продаются разнообразные по величине сахарные фигурки «арусат ан-наби» — «невесты Пророка» — с бумажным пёстрым веером за спиной. Другая популярная сахарная фигурка — всадник с саблей в руке.

## Богословие и мавлид

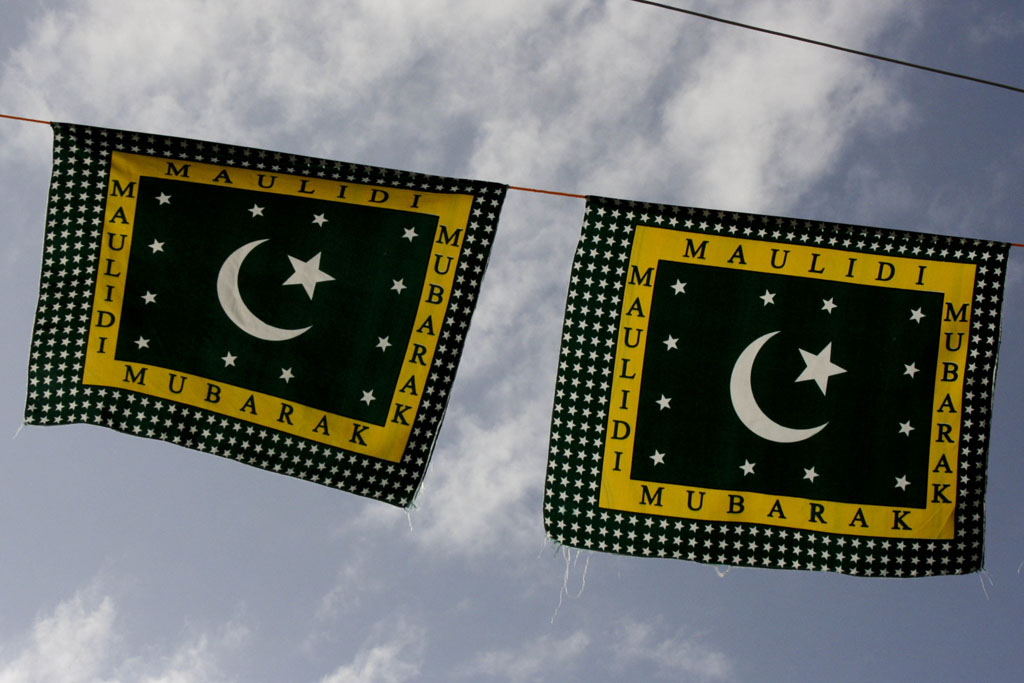
Баннер с поздравлениями мавлида в Дар-эс-Салам, Танзания

При жизни пророка Мухаммада и в первые несколько столетий после его смерти его день рождения никак не отмечался. Однако, впоследствии данная традиция укоренилась в мусульманском обществе, благодаря его введению правителем сирийской местности Ирбиль в XII веке по григорианскому летосчислению. Именно тот факт, что этот праздник является поздним нововведением в ислам, является главным аргументом противников его празднования.

### Сторонники проведения праздника
Сторонники празднования мавлида опираются на два известных мнения. Первое из них — празднование мавлида из любви к пророку Мухаммаду, исходящее из множества его хадисов, один из которых приведен ниже.
Клянусь Тем, в Чьей Власти душа моя, не уверует никто из вас, пока не станет любить меня больше, чем любит своего отца и своих детей.

#### Основные доводы сторонников празднования мавлида

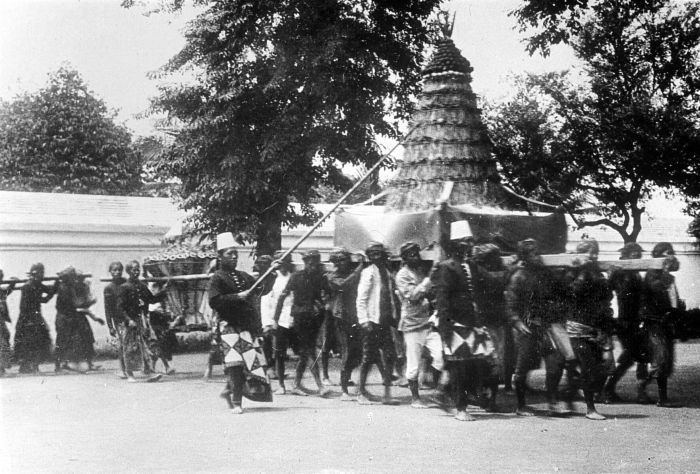
Празднование мавлида в Джакарте, Индонезия. Начало XX века

1. Проявлять любовь к пророку Мухаммаду, а значит и радоваться его рождению, велит мусульманам Всевышний Аллах[5].
2. Посланник Аллаха ценил своё рождение (в частности, он соблюдал пост по понедельникам, так как родился он в понедельник), благодарил Всевышнего Аллаха за то, что Он создал его и дал жизнь, восхвалял Его за это благо[5].
3. Пророк Мухаммад награждал поэтов, воспевающих его в своих произведениях, одобрял это[5].
4. Мавлид — это собрание мусульман для выражения радости по случаю рождения пророка и любви к нему. В хадисе сказано, что каждый окажется рядом с тем, кого любит[5].
5. Пение Мавлида (стихотворных повествований о рождении пророка, о его жизни и пророческой миссии) способствует получению знаний о пророке, а тому, кто имеет такое знание, напоминает об этом ещё раз, и это вызывает переживания, способствующие усилению любви к пророку[5].
6. В исламе высоко ценится собрание мусульман для совместного ибадата (поклонения), изучения религии, раздача милостыни[5].
7. Не всё, чего не делал Посланник Аллаха, является запретным и нежелательным. Например, при его жизни не был собран Коран в одной книге, не были собраны в книгах хадисы, не были сформированы отдельные исламские науки, не было исламских книг, учебных заведений, не было исламских проповедей по радио и телевидению и т. д. Тем не менее, согласно исламу это не только не запретно, но и желательно и высокочтимо[5].
8. Такие выдающиеся исламские учёные, как имам хафиз ибн Хаджар Аскаляни и имам Суюти, говорили о дозволенности мавлида[6].

### Противники проведения праздника
- 2006: 11 апреля,
- 2007: 31 марта,
- 2008: 20 марта,
- 2009: 9 марта,
- 2010: 26 февраля,
- 2011: 15 февраля.
- 2013: 24 февраля.

Многие исламские богословы оценивают практику празднования дня рождения пророка Мухаммада как запретное нововведение в религию (бид’а). Так, например, по единогласному мнению ученых Постоянного Комитета по научным исследованиям и выдаче фетв Королевства Саудовская Аравия, празднование Мавлид является нововведением.
Основной довод противников празднования мавлида заключается в том, что об этом празднике ничего не сказано ни в Коране, ни в Сунне, которые являются основными источниками исламского права. Кроме того, ни от одного сподвижника пророка Мухаммада, а также их учеников не рассказывается ничего, что указывало бы на то, что они праздновали его день рождения. Напротив, имеются множество хадисов пророка Мухаммада, где передается, что пророк отменил все праздники, которые праздновались арабами до ислама, и велел мусульманам праздновать только праздник разговения и жертвоприношения.
Выдающийся исламский ученый-богослов Малик ибн Анас (основатель маликитского мазхаба) сказал относительно нововведений в религию: «Все, что для ранних мусульман не являлось частью религии, не должно считаться таковым и сегодня».
Мнение о том, что все новшества в религии, к которым относится праздник маулид, являются запретными, основывается на многих хадисах, основная мысль которых содержится в следующих хадисах:
От ‘Аиши сообщается, что посланник Аллаха (мир ему и благословение Аллаха) сказал: «Кто внесет в это наше дело (религию) то, что не имеет к нему отношения, то оно будет отвергнуто!» В другой версии этого хадиса сказано: «Кто совершит деяние, на которое не было нашего указания, то оно будет отвергнуто!» аль-Бухари 2697, Муслим 1718.
Имам Ибн Дакик аль-Ид сказал об этом хадисе: «Языковеды говорили, что слово „отвергнуто“, означает: недействительно!». Имам Абуль-Аббас аль-Куртуби сказал: «Тот, кто внёс что-либо в шариат, на что не указывает его основа, то эта вещь отвергается, это не совершают и к нему не склоняются!».
Вот моё наставление вам: бойтесь Всемогущего и Великого Аллаха и слушайте и повинуйтесь, даже если повелевать вами будет невольник. Поистине, тот из вас, кто проживёт (достаточно долго), увидит много раздоров, и поэтому вам следует придерживаться моей сунны и сунны праведных халифов, ведомых правильным путём, ни в чём не отступая от этого и полностью избегая новшеств, ибо каждое нововведение есть заблуждение.

#### Другие причины отрицания
1. Это уподобление христианам и их празднованию «Рождества»[3], в то время как пророк Мухаммад сказал: «Не из нас тот, кто уподобляется немусульманам. Не уподобляйтесь иудеям и христианам. Иудеи здороваются, делая знак пальцами, а христиане делают знак кистью» (Этот хадис передал ат-Тирмизи, а аль-Албани назвал его хорошим в книге «Сахих аль-Джами' ас-Сагир».), также: «Не превозносите меня, как это сделали Христиане с Исой ибн Марьям, я всего лишь Его раб. Итак, говорите: раб Аллаха и Его Посланник» (сборник хадисов Аль-Бухари);
2. Совместное нахождение большого количества посторонних мужчин и женщин, которое иногда имеет место на маулидах;
3. Игра на музыкальных инструментах (что запрещено большинством исламских богословов);
4. Чтение выдуманных или недостоверных хадисов и историй о событиях, связанных с рождением пророка, а иногда даже и историй о том, что пророк якобы праздновал свой день рождения, несмотря на то, что этого никогда не происходило, с чем согласны даже сторонники этого праздника;
5. Мавлид празднуется в понедельник, а Мухаммад умер в этот день. Выходит, что участники мавлида празднуют и радуются смерти Мухаммада[источник не указан 308 дней], хотя заявляют о своей любви к нему;
6. Довольно часто участвующие на мавлидах бодрствуют до полуночи и пропускают по крайней мере коллективный утренний намаз, либо вообще время этого намаза[3];
7. Во время большинства торжеств по случаю дня рождения имеет место преувеличение и излишние, чрезмерные прославления Мухаммада[3], тогда как сам пророк запрещал это, сказав: Не превозносите меня, как это сделали христиане с Исой ибн Марьям, я всего лишь Его раб. Итак, говорите: раб Аллаха и Его Посланник» (сборник хадисов Аль-Бухари)

## Галерея

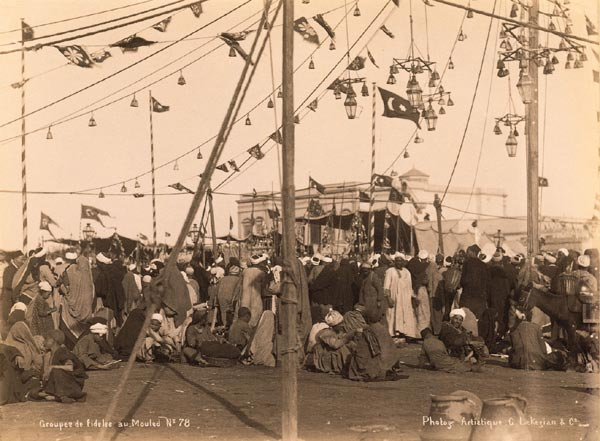
Торжества Мавлида ан-Набави в Каире в 1878 году
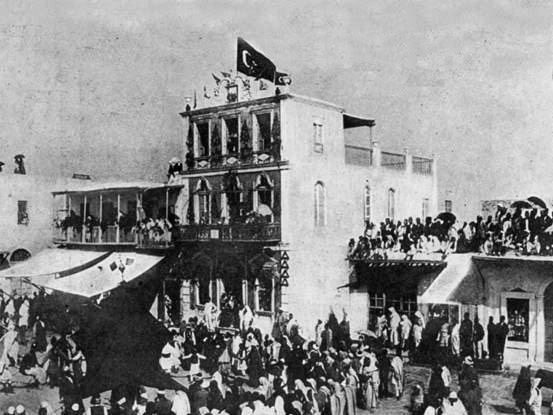
Османский флаг поднят во время празднования Мавлида Ан-Наби в 1896 году в области муниципального ливийского города Бенгази
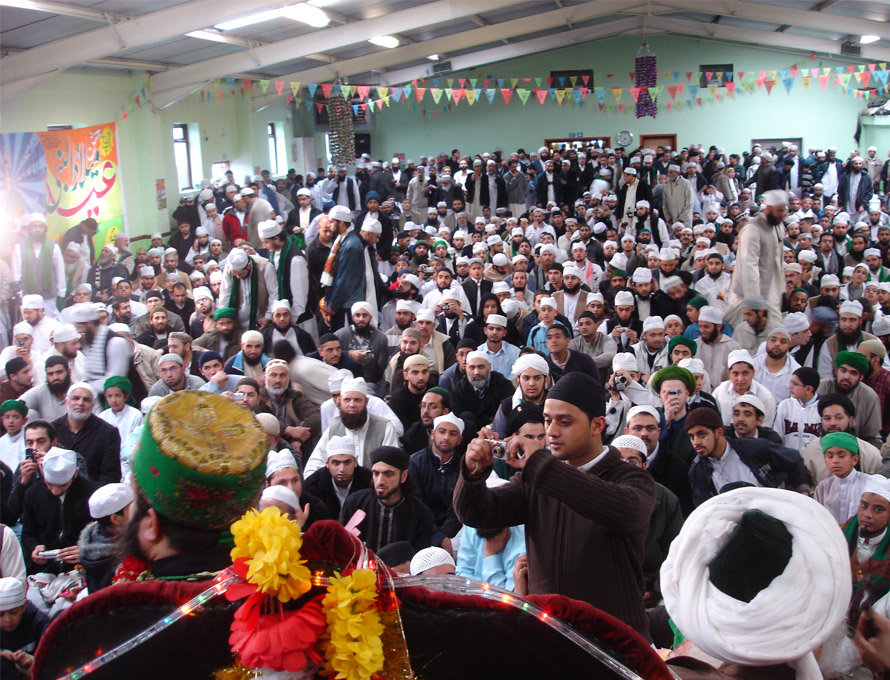
Собрание на празднике мавлид в Керале (Индия), 2007 год